# Madan (poddystrykt)
Madan – jedna z 4 jednostek administracyjnych trzeciego rzędu (nahijja) dystryktu Ar-Rakka w muhafazie Ar-Rakka w Syrii.
W 2004 roku poddystrykt zamieszkiwało 42 652 osób.